# Princes of the Universe
Princes of the Universe – piosenka brytyjskiego zespołu Queen wydana na singlu w 1986 roku, który promował album A Kind of Magic (1986). Autorem utworu, napisanego na potrzeby filmu Nieśmiertelny (1986), był Freddie Mercury.
Piosenka „Princes of the Universe” została wykorzystana jako temat muzyczny otwierający i zamykający odcinki francusko-kanadyjskiego serialu telewizyjnego Nieśmiertelny (1992).

## Teledysk
Wideoklip, który kręcony był na planie filmu Nieśmiertelny, wyreżyserowny został przez Russella Mulcahy’ego. W teledysku wystąpił francusko-amerykański aktor filmowy Christopher Lambert, który na potrzeby zrealizowania tego promocyjnego filmu przebył trasę z Paryża do Londynu.
Do momentu wydania klipu na Greatest Flix III (VHS, 1999) i Greatest Video Hits 2 (DVD, 2003), był on słabo znany poza USA, gdzie był emitowany w telewizjach muzycznych.

## Listy przebojów
| Kraj | Lista                    | Pozycja | Źr.   |
| ---- | ------------------------ | ------- | ----- |
| AU   | National Top 100 Singles | 32      | [ 2 ] |

| Kraj | Lista          | Pozycja | Źr.   |
| ---- | -------------- | ------- | ----- |
| NL   | Single Top 100 | 45      | [ 3 ] |